# Edward Feigenbaum
Pour les articles homonymes, voir Feigenbaum.
Edward Albert Feigenbaum, né le 20 janvier 1936 à Weehawken dans le New Jersey, est un informaticien américain qui travaille dans le champ de l'intelligence artificielle.

## Biographie
Feigenbaum a fait ses études à l'université Carnegie-Mellon.
Il a été récompensé par le prix Turing de l'ACM, le prix le plus prestigieux de l'informatique mondiale. En 1994, il partage cet honneur avec Raj Reddy « pour leurs travaux de pionniers dans les domaines de l'étude et la construction de systèmes d'intelligence artificielle à grande échelle, démontrant ainsi l'importance pratique et le potentiel commercial des technologies de l'intelligence artificielle ».
Il est actuellement professeur d'informatique et codirecteur scientifique du Knowledge Systems Laboratory à l'université Stanford.
Edward Feigenbaum est également cofondateur de trois start-ups dans le champ de l'intelligence artificielle appliquée. Il est l'éditeur et l'auteur de plusieurs ouvrages de référence dans ce champ. Il est membre élu de la National Academy of Engineering et de la American Academy of Arts and Science et il porte le titre de Fellow of the Association for the Advancement of Artificial Intelligence (AAAI).